# Gaia Weiss
Gaia Weiss (París, 30 d'agost de 1991) és una actriu i model francesa.

## Biografia i carrera

### Joventut
Gaia Weiss va néixer en una família francesa-polonesa, nascuda a París tot i que crescuda a Londres. Als tres anys va començar a assistir a classes de ballet i es va convertir en una ballarina de ballet poc després. Durant el seu període a Londres va assistir a l'Acadèmia de Música i Art Dramàtic d'aquesta ciutat. Va començar a actuar el 1999.
Un cop va tornar a París, Weiss va assistir al Cours Florent, on va continuar amb l'aprenentage de comèdia tot i que encara en anglès. Va ser per pagar els seus estudis que es va convertir en model. Convençuda pel seu entorn per aprendre a actuar en francès, es va unir a la companyia de Francis Huster el 2011 amb qui va actuar a Don Joan i El Misantrop.

### Carrera
En 2013 va aparèixer a la pel·lícula Mary Queen of Scots, en la qual va donar vida a Mary Fleming, una noble escocesa i dama a Mary, la Reina d'Escòcia (Camille Rutherford). També el 2013 va interpretar a Beatrice en la pel·lícula Blanca com la neu, vermella com la sang, basada en la novel·la de l'escriptor italià Alessandro D'Avenia.
El 2014 es va unir a l'elenc de la segona temporada de la sèrie Vikings on va donar vida a Þorunn, l'esposa de Bjorn Ironside (Alexander Ludwig), fins al 2015, any en què el seu personatge va decidir anar-se'n.
Aquell mateix any es va unir a l'elenc principal de la pel·lícula Hèrcules: L'origen de la llegenda on va interpretar a Hebe, l'esposa d'Hèrcules (Kellan Lutz).
En 2016 va aparèixer en la pel·lícula Overdrive on va interpretar a Devin, una lladre.
Aquell mateix any va aparèixer com a convidada al quart episodi de la segona temporada de la popular sèrie Outlander on va interpretar a la comtessa de Saint Germain, l'esposa del comte de Saint Germain (Stanley Weber).

### Vida privada
El gener del 2015, Weiss va negar la seva relació amb l'actor Francis Huster, oficialitzada a la revista Paris Match.

## Filmografia

### Sèries de televisió
| Any         | Títol     | Personatge                | Notes                     |
| ----------- | --------- | ------------------------- | ------------------------- |
| 2016        | Outlander | Comtessa de Saint Germain | Episodi "La Dame Blanche" |
| 2014 - 2015 | Vikings   | Þórunn (Thorunn)          | 13 episodis               |

### Pel·lícules
| Any  | Títol                                      | Personatge   | Notes |
| ---- | ------------------------------------------ | ------------ | --- |
| 2016 | Overdrive                                  | Devin        | al costat d'Ana d'Armes, Scott Eastwood, Clemens Schick, Simon Abkarian i Moussa Maaskri                                  |
| 2015 | Els profs 2                                | Vivienne     | al costat de Kev Adams, Isabelle Nanty, Didier Bourdon, Pierre-François Martin-Laval, Eric Lampaert i Douglas Reith       |
| 2014 | Hèrcules: L'origen de la llegenda          | Hebe         | al costat de Kellan Lutz, Scott Adkins, Roxanne McKee, Liam Garrigan, Liam McIntyre, Rade Šerbedžija i Johnathon Schaech  |
| 2013 | Mary Queen of Scots                        | Mary Fleming | al costat de Camille Rutherford, Sean Biggerstaff, Aneurin Barnard, Mehdi Dehbi, Tony Curran, Clive Russell i Ian Hanmore |
| 2013 | Bianca come il latte, rossa come il sangue | Beatrice     | al costat d'Aurora Rufino, Filippo Scicchitano                                                                            |

## Premis i nominacions
| Any  | Premi                              | Categoria     | Pel·lícula                        | Resultat |
| ---- | ---------------------------------- | ------------- | --------------------------------- | -------- |
| 2015 | Premi Golden Raspberry («Razzies») | Pitjor actriu | Hèrcules: L'origen de la llegenda | Nominada |